# Котов, Пётр Васильевич
Пётр Васильевич Котов (4 (16) ноября 1894 — 13 марта 1973) — советский военный деятель, генерал-майор танковых войск (Постановление СНК СССР № 945 от 04.06.1940).

## Начальная биография
Родился 16 (по ст.ст. 4) ноября 1894 года в деревне Хрипки, Городокского уезда Витебской губернии (ныне Шумилинский район, Витебская область Белоруссия) в крестьянской семье. Белорус.

## Военная служба

### Служба в Русской императорской армии
С 1 декабря 1917 года командир батальона 637-го Кагызманского пехотного полка. С января 1918 года выборный командир 637-го Кагызманского пехотного полка. С февраля 1918 года врид командира бригады (637-й и 638-й пехотные полки).

### Служба в Красной армии
С марта 1918 года командир красногвардейского отряда из частей 160-й пехотной дивизии. С апреля 1918 года военный руководитель Козьянского волостного военного комиссариата Городокского района Витебской области.
С мая 1919 года командир 9-й отдельной роты РВС 15-й армии. С 23 августа 1919 года командир отдельного отряда 15-й армии по обеспечению переправ через р. Западная Двина. С августа 1919 года командир отдельного отряда РВС 15-й армии при 4-й стрелковой дивизии. С октября 1919 года и.д. члена летучего реввоентрибунала 15-й армии с исполнением обязанностей командира отдельного отряда 15-й армии. С декабря 1919 года член, с мая 1920 года г. зам.председателя, с 1 сентября 1920 года председатель реввоентрибунала 15-й армии.
С ноября 1920 года председатель Реввоентрибунала Южного фронта.
С декабря 1920 года председатель Кременчугского отдела РВТ Южного фронта по обслуживанию района Днепра и 6-й армии. С февраля 1921 года председатель Луганского отдела РВТ ВС Украины и Крыма.
С марта 1922 года слушатель Военно-электротехнической академии.
С апреля 1923 года помощник военного прокурора Военной прокуратуры Ленинградского ВО. С 26 января по март 1924 года и с сентября 1924 по апрель 1925 года и.д. военного прокурора Прокуратуры 11-го стрелкового корпуса. С апреля 1925 года Военный прокурор ВП 56-й Московской стрелковой дивизии. С 1 октября 1926 года Военный прокурор Отдела ВП Ленинградского ВО. С июля 1928 года военный прокурор ВП 5-го стрелкового корпуса Белорусского ВО.
С ноября 1931 года слушатель Военно-Технической Академии КА им. Дзержинского. С мая 1932  года слушатель Военной Академии Механизации и Моторизации КА.
С 4 января 1937 года командир батальона 2-й запасной танковой бригады. С 11 августа 1937 года и.д. командира 31-й механизированной бригады (утверждён в должности Приказом НКО № 3365 от 09.09.1937).
Приказом НКО № 0146 от 19.02.1938 года назначен Начальником Управления снабжения горючим КА.

### Великая Отечественная война
В декабре 1941 года создались трудности в обеспечении горючим Волховского фронта, по ряду причин фронт не смог выполнить задачу по прорыву блокады Ленинграда. В результате Постановлением ГКО № 1157сс от 16.01.1942 года был отстранён ряд руководящих лиц тыла в центре, в их числе и начальник Управления снабжения горючим КА.
Приказом НКО № 03633 от 05.05.1942 года назначен Зам.начальника Управления формирования и укомплектования КА.
Приказом НКО № 0433 от 27.01.1943 года назначен Заместителем командующего по БТ и МВ Московского ВО. С 10 февраля по 17 марта 1945 года проходил стажировку в должности заместителя командующего 2-й гвардейской танковой армии С 28 июля 1945 года в распоряжении ВС БТ и МВ КА.

### После войны
С 1 августа 1945 года и.д. Зам.командира БТ и МВ Центральной ГВ. Приказом МВС СССР № 0452 от 12.07.1946  года утверждён в должности. Со 2 апреля 1947 года Начальник инспекторской группы Управления Боевой подготовки БТ и МВ ВС. Приказом МВС от 28.04.1948 года назначен Зам.начальника Управления Боевой подготовки БТ и МВ ВС. С 27 июня 1949 года заместитель командира 4-й гвардейской отдельной кадровой танковой дивизии. С 4 марта 1950 года помощник командующего 4-й гв. механизированной армии ГСОВГ.
Приказом МО СССР № 0893 от 13.04.1953 года уволен в запас по ст. № 59б. Умер 13 марта 1973 года.

### Воинские звания
майор (Приказ НКО № 1516/п от 15.12.1936), комбриг (Приказ НКО № 413/п от 18.02.1938, № 0170/п от 22.02.1938), комдив (Приказ НКО № 0806/п от 20.02.1939), ген.-майор т/в (Постановление СНК СССР № 945 от 04.06.1940).

## Награды
- Орден Ленина (21.02.1945)[4][2].
- три ордена Красного Знамени (03.06.1940, 03.11.1944, 24.06.1948)[5][2].

- орден Отечественной войны I степени (31.05.1945)[6][2].
- Медаль «XX лет РККА» (1938)

- Медаль «За оборону Москвы» (04.04.1945)[4][2].
- Медаль «За оборону Сталинграда» (04.04.1945)[7][2].
- Медаль «За победу над Германией в Великой Отечественной войне 1941—1945 гг.» (09.05.1945)[4],
- Медаль «В память 800-летия Москвы» (1947),
- Юбилейная медаль «30 лет Советской Армии и Флота» (1948),

- Орден Святого Георгия (06.09.1917)[2].

## Память
- На могиле установлен надгробный памятник
- Его имя увековечено в Главном Храме Вооружённых сил России, и навсегда запечатлено на мемориале «Дорога памяти» [8][2]